# Anthribus nebulosus
Anthribus nebulosus é uma espécie de insetos coleópteros polífagos pertencente à família Anthribidae.
A autoridade científica da espécie é Forster, tendo sido descrita no ano de 1770.
Trata-se de uma espécie presente no território português.